# Fungia moluccensis
Fungia moluccensis là một loài san hô trong họ Fungiidae. Loài này được Horst mô tả khoa học năm 1919.